# Choanocystis antarctica
Choanocystis antarctica (лат.) — вид центрохелидных солнечников из рода Choanocystis. Эндемики Антарктики: Южные Шетландские острова. Диаметр сферической клетки — 13,2—18,2 мкм. Характеризуется изогнутыми спикулами, имеет заостренный вырост — шпору в месте перегиба стержня. Вид обнаружен в морских пробах литорали острова Кинг-Джордж, крупнейшего из состава архипелага Южных Шетландских островов.